# Lesley Gore Sings All About Love
| Recensione | Giudizio |
| ---------- | -------- |
| AllMusic   |          |

Lesley Gore Sings All About Love è il sesto Album in studio della cantante pop statunitense, pubblicato dalla Mercury Records nel gennaio del 1966.

## Tracce

### LP (1966, Mercury Records, MG 21066/SR 61066)
Lato A
1. Young Love – 2:18 (Carole Joyner, Ric Cartey) – Registrato il 10 novembre 1965 al A&R Recording Studio di New York
2. I Won't Love You Anymore (Sorry) – 2:00 (Michael Gore, Lesley Gore) – Registrato il 29 ottobre 1965 al A&R Recording Studio di New York
3. With Any Other Girl – 2:16 (Shelly Coburn) – Registrato il 12 novembre 1965 al A&R Recording Studio di New York
4. Too Young – 1:53 (testo: Sylvia Dee – musica: Sid Lippman) – Registrato il 10 novembre 1965 al A&R Recording Studio di New York
5. Start the Party Again – 2:13 (Arthur Resnick, Kenny Young) – Registrato il 29 ottobre 1965 al A&R Recording Studio di New York
6. That's What I'll Do – 1:47 (Rickie Page, George Motola) – Registrato il 12 novembre 1965 al A&R Recording Studio di New York

Durata totale: 12:27
Lato B
1. Only Last Night – 2:31 (Les Reed, Barry Mason) – Registrato il 12 novembre 1965 al A&R Recording Studio di New York
2. To Know Him Is to Love Him – 2:27 (Phil Spector) – Registrato il 10 novembre 1965 al A&R Recording Studio di New York
3. I Can Tell – 2:49 (Artie Kornfeld, Steve Duboff) – Registrato il 12 novembre 1965 al A&R Recording Studio di New York
4. We Know We're in Love – 2:04 (Michael Gore, Lesley Gore) – Registrato il 12 novembre 1965 al A&R Recording Studio di New York
5. Will You Love Me Tomorrow – 2:17 (testo: Gerry Goffin – musica: Carole King) – Registrato il 10 novembre 1965 al A&R Recording Studio di New York
6. I Just Can't Get Enough of You – 1:54 (Valerie Simpson, Nickolas Ashford, Jo Armstead) – Registrato il 29 ottobre 1965 al A&R Recording Studio di New York

Durata totale: 14:02

## Musicisti
- Lesley Gore – voce
- Alan Lorber – direzione orchestra, arrangiamenti
- Componenti orchestra non accreditati

### Produzione
- Shelby S. Singleton, Jr. – produzione
- "RAMA" – foto copertina album originale
- Carol Wintner – note retrocopertina album originale[5]

## Classifica
Singoli
| Anno | Titolo del brano                 | Classifica | Posizione raggiunta |
| ---- | -------------------------------- | ---------- | ------------------- |
| 1965 | I Won't Love You Anymore (Sorry) | Hot 100    | 80                  |
| 1966 | Young Love                       | Hot 100    | 50                  |
| 1966 | We Know We're in Love            | Hot 100    | 76                  |